# Kőrös Endre (kémikus)
Kőrös Endre (Győr, 1927. szeptember 18. – Budapest, 2002. február 18.) Széchenyi-díjas kémikus, a kémiai tudomány doktora, a Magyar Tudományos Akadémia rendes tagja. Az analitikai kémia meghatározó jelentőségű 20. századi alakja, fő kutatási területe a komplex vegyületek analitikája és a kémiai folyamatok időbeli lefolyását vizsgáló reakciókinetika volt. Egyik legfontosabb – amerikai tudóstársaival elért – eredménye a Belouszov–Zsabotyinszkij-reakció modellezését lehetővé tevő Field–Kőrös–Noyes-mechanizmus kidolgozása volt (1972). 1949-től haláláig oktatott a budapesti Eötvös Loránd Tudományegyetem szervetlen és analitikai kémiai tanszékén, 1984 és 1989 között az egyetemi kémiai tanszékcsoport vezetője volt.

## Életútja
A Sárospataki Református Kollégium elvégzése után 1945-ben a budapesti Pázmány Péter Tudományegyetemre iratkozott be, itt szerezte meg vegyészi oklevelét 1949-ben. Ezt követően az egyetem – 1950 utáni nevén Eötvös Loránd Tudományegyetem (ELTE) – szervetlen és analitikai kémiai tanszékén kapott oktatói állást Schulek Elemér oldalán. Itt dolgozott egészen haláláig, 1950-től gyakornoki, 1956-tól adjunktusi, 1963-tól docensi, 1969-től egyetemi tanári, 1997-es nyugdíjazása után pedig professor emeritusi címmel. Kandidátusi értekezését 1958-ban védte meg, 1967-ben pedig a kémiai tudomány doktora lett. 1984 és 1989 között az ELTE kémiai tanszékcsoportjának vezetője is volt. Élete során több külföldi egyetemen oktatott és kutatott vendégprofesszorként, így például 1970-ben a eugene-i Nyugati Egyetemen (Amerikai Egyesült Államok), 1978-ban a Fukuokai Egyetemen (Japán), 1982-ben pedig a Mülheim an der Ruhr-i Max Planck Sugárkémiai Intézetben (Max-Planck-Institut für Strahlenchemie, Német Szövetségi Köztársaság).

## Munkássága
Tudományos kutatásai középpontjában pályája korai szakaszától a műszeres analitikai kémia állt, azon belül élete során változó intenzitással foglalkozott komplexkémiai, reakció- és oldatkinetikai, radiokémiai és spektroszkópiai kérdésekkel. Az 1950-es években főleg a poliszulfidok és a szelén kémiája érdekelte (ez utóbbiból írta kandidátusi disszertációját is). Ugyancsak e korai korszakban vezette be az analitikai kémia módszertanába a komplexometriás titrálás eljárását, amelynek lényege, hogy a komplexképző ligandumból készített mérőoldat segítségével meghatározható az oldattal stabil komplexet képező fématomok koncentrációja. Eljárásával a korábban szokásos gravimetriás (súlymeghatározásos) módszernél gyorsabb és egyszerűbb eljárással vált lehetővé a vízkeménység, azaz a víz kalcium- és magnéziumsó-koncentrációjának mérése. Az északír S. M. Nelsonnal közösen végzett kutatásuk eredményeként feltárták és kísérleti úton bizonyították a fémkomplexek szerkezete és magnetokémiája közötti viszonyt.
Az 1950-es évek végétől egyre többet foglalkozott az oldatok és nemlineáris dinamikájú kémiai reakciók kinetikai sajátosságaival, amivel jelentősen hozzájárult a molekula-térszerkezet és a reaktivitás közötti kapcsolat teljesebb megértéséhez. Az izotópcsere-reakciók idő- és térbeli folyamatainak értelmezéséhez ő vezette be az asszociációs vagy töltésátviteli sajátkatalízis fogalmát, amelynek értelmében az elektronban gazdag donormolekula, illetve az abban szegény akceptormolekula közötti kapcsolat (donor–akceptor-komplex) során alacsony energiájú, laza kémiai kötés lép fel, s ezzel fordítottan arányosan nő az atomok kicserélődési sebessége. Ugyanebben az időszakban végzett radiokémiai vizsgálatokat is, s többek között a cellulózalapú ioncserélő anyagokat alkalmazó elválasztástechnikai eljárásokkal foglalkozott. Ez utóbbi kutatásai eredményeként hatékony módszert dolgozott ki a kationmegkötés radioaktív nyomjelzéssel való vizsgálatára, illetve radioaktív oldatok dekontaminálására, azaz sugármentesítésére.
Az 1970-es évektől figyelme az oszcilláló vagy periodikus reakciók felé fordult. Nemzetközi hírnevet hoztak számára amerikai tudóstársaival, Richard J. Fielddel és Richard M. Noyesszal együtt végzett, s 1972-ben közreadott kutatásai, amelyek során a Belouszov–Zsabotyinszkij-reakció (BZ-reakció) mechanizmusát tárták fel sikerrel. A Field–Kőrös–Noyes-mechanizmus (vagy FKN-mechanizmus) néven ismertté vált kémiai oszcillátorral és az abból levezetett Oregonátor-modellel – ionszelektív elektródok alkalmazásával – leírhatóvá vált a BZ-reakció dinamikája, az oszcilláció, a káosz, a gerjeszthetőség és a kémiai hullámok szimulálása. Magyarországi munkatársaival közösen kidolgozta és lemodellezte a perturbált oszcillátorok mechanizmusát, emellett korábban ismeretlen oszcillációs mechanizmusokat fedeztek fel és írtak le. Akadémiai székfoglalói szintén az oszcilláló reakciók témakörében hangoztak el Perturbált kémiai oszcillátorok dinamikája (1990) és Egy új szemléletmód térhódítása a kémiai dinamikában (1993) címmel.
Egyetemi tanárként saját tanszékén kívül évtizedeken át oktatott általános és szervetlen kémiát, illetve vezetett laboratóriumi gyakorlatot gyógyszerész- és orvostanhallgatók részére, az 1960-as–1980-as évek során hallgatók nemzedékei tanultak az ő újra és újra kiadott jegyzeteiből. Könyvei mellett pályája során a kétszázat meghaladó tanulmánya jelent meg, s több szakfolyóirat szerkesztőbizottsági tagja volt (Acta Chimica, Magyar Kémiai Folyóirat, Reaction Kinetics and Catalysis Letters stb.).

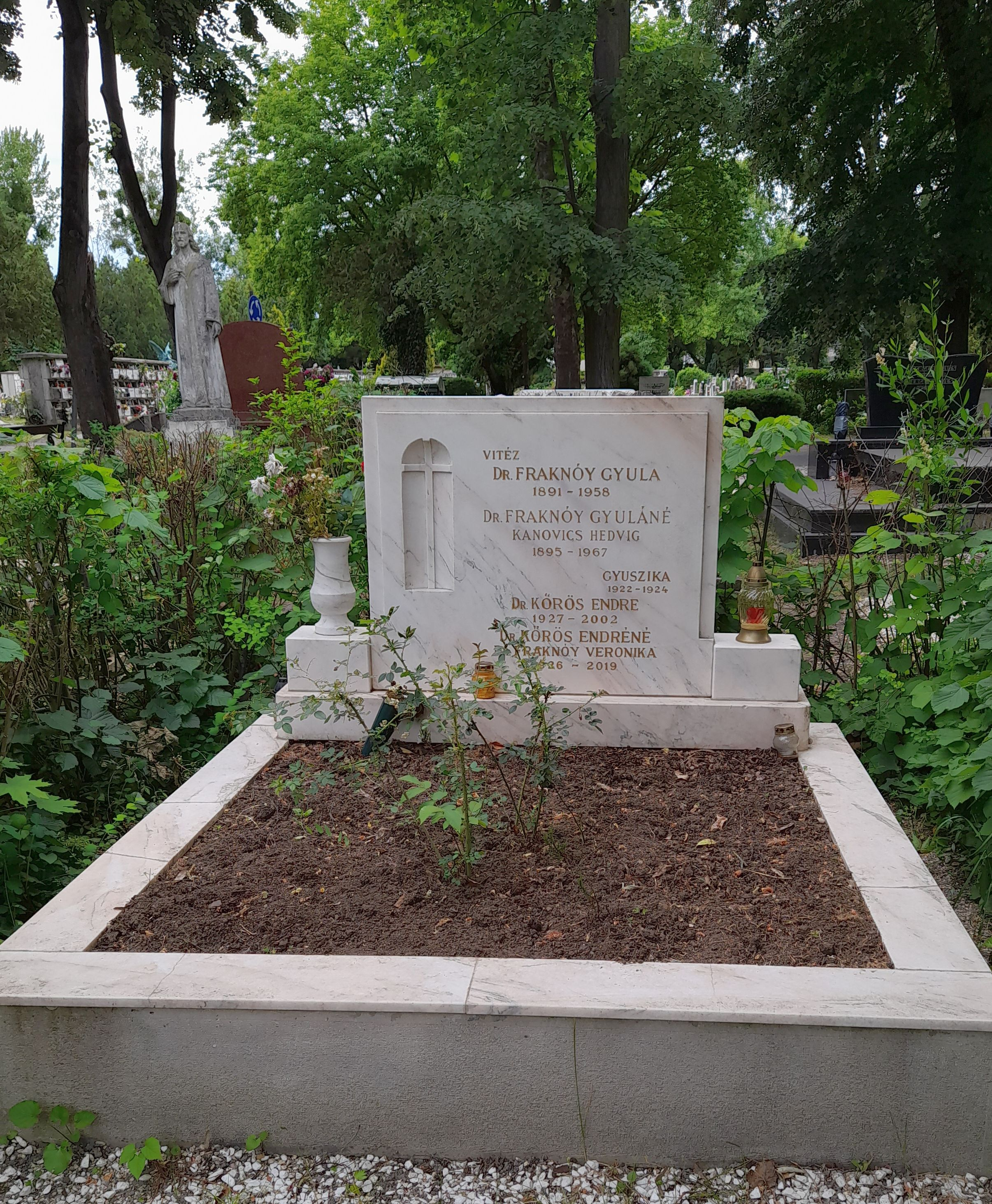
Sírja a Megyeri temetőben (19-0-7-15-16)

## Társasági tagságai és elismerései
1990-ben a Magyar Tudományos Akadémia levelező, 1993-ban rendes tagjává választották. Részt vett a Fizikai-kémiai és Szervetlen Kémiai Bizottság, a Környezetkémiai Bizottság, a Koordinációs Kémiai Munkabizottság, a Mikroelem Munkabizottság, a Reakciókinetikai és Fotokémiai Munkabizottság munkájában, 1995-től pedig az Akadémia felügyelőbizottságának is tagja volt. 1965 és 1985 között a Magyar Kémikusok Egyesülete komplexkémiai szakosztályának, 1983 és 1988 között fizikokémiai szakosztályának elnöki tisztét töltötte be. 1996-tól a londoni székhelyű Európai Akadémia tagja volt, 2001-től a Doktori Iskolák Akkreditációs Bizottságának elnöki tisztét töltötte be.
Tudományos eredményei elismeréseként 1982-ben Buzágh Aladár-díjat, 1990-ben Széchenyi-díjat (megosztva Noszticzius Zoltánnal és Orbán Miklóssal az oszcillációs kémiai reakciók mechanizmusának tisztázása terén elért, nemzetközileg is kiemelkedő eredményeikért) és Winkler Lajos-emlékérmet, 1993-ban Schulek Elemér-emlékérmet, 1995-ben Ipolyi Arnold-díjat kapott, 1997-ben a Magyar Köztársasági Érdemrend középkeresztjét vehette át.

## Főbb művei
- Koordinációs vegyületek kémiája. Budapest, 1965
- Általános és szervetlen kémia. Budapest, 1965
- Molekulakomplexek. Budapest, 1975
- Válogatott fejezetek a bioszervetlen kémia köréből. Budapest, 1975
- Fémionok és fémkomplexek szerepe biológiai rendszerekben. Budapest, 1978 (Tóth Ildikóval)
- Bioszervetlen kémia. Budapest, 1980
Angolul: Bioinorganic chemistry. Budapest, 1983
- Oscillations, waves and spirals. in: Spiral symmetry. Ed. by István Hargittai, Clifford A. Pickover. Singapore, 1992
- Perturbált kémiai oszcillátorok dinamikája : akadémiai székfoglaló : 1990. október 16. Budapest, 1992
- A fémek biológiai szerepéről. Budapest, 1994
- Egy új szemléletmód térhódítása a kémiai dinamikában : akadémiai székfoglaló : 1993. október 19. Budapest, 1994
- Szervetlen kémia I. éves gyógyszerészhallgatók számára, 1-3.; összeáll. Kőrös Endre; SOTE Gyógyszerésztudományi Kar, Bp., 1995

## További irodalom
- Noszál Béla: Kőrös Endre köszöntése. in: Gyógyszerészet 1997
- Farsang György: In memoriam Kőrös Endre. in: Magyar Kémiai Folyóirat CVIII. 2002. 4. sz. 161–162.
- Sipos István: Kőrös Endre akadémikus és a sárospataki természettudományos oktatás. in: Zempléni Múzsa II. 2002. 3. sz. 74–77.